# Allotropa transversiceps
Allotropa transversiceps är en stekelart som beskrevs av Peter Neerup Buhl 2002. Allotropa transversiceps ingår i släktet Allotropa och familjen gallmyggesteklar. Inga underarter finns listade i Catalogue of Life.